# Chartreuse du Mont-Dieu
 (mars 2025).
L'ancienne chartreuse du Mont-Dieu était un monastère de moines chartreux fondé dans la forêt d'Ardenne, aujourd'hui : département des Ardennes (France). Construit à l'origine en 1132, il fut reconstruit au XVIIe siècle. Les moines en furent chassés lors de la révolution française et ses bâtiments servirent à divers usages tout au long du XIXe siècle. Les vestiges du monastère furent finalement classés comme monuments historiques en 1946.

## Localisation

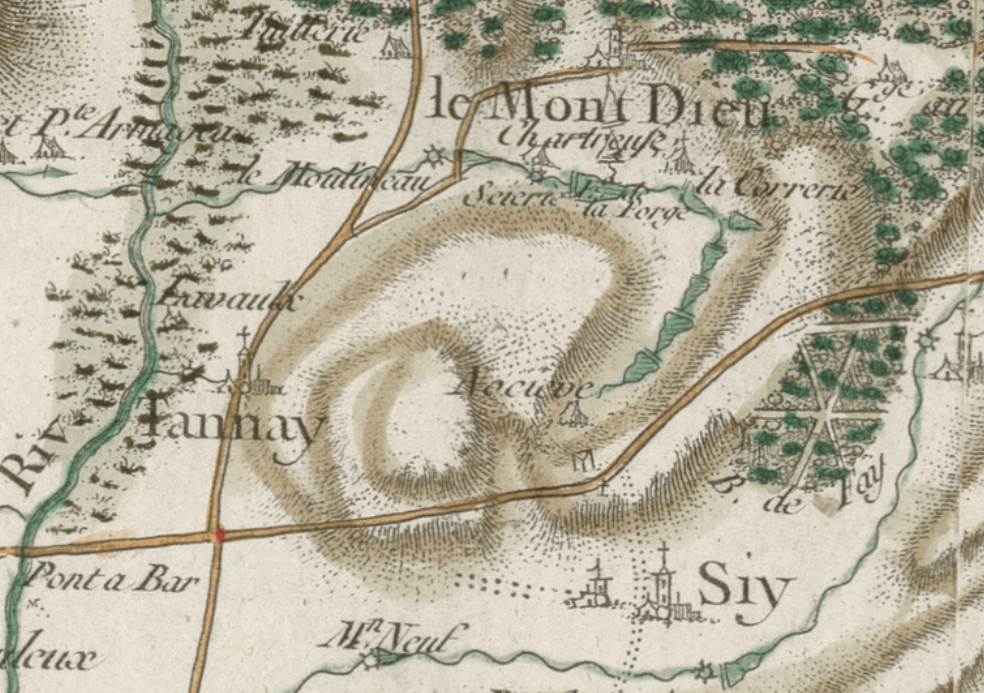
La chartreuse, une scierie, une forge et la succession d'étangs sur un extrait de la Carte de Cassini.

Située au cœur des Ardennes, la chartreuse du Mont-Dieu (dont le domaine était très étendu) fut construite dans une vaste clairière, au milieu d'une forêt de 1 123 hectares, pleine d'arbres séculaires (chênes de Montpy) et constellée de sources, alimentant jadis de nombreux étangs.

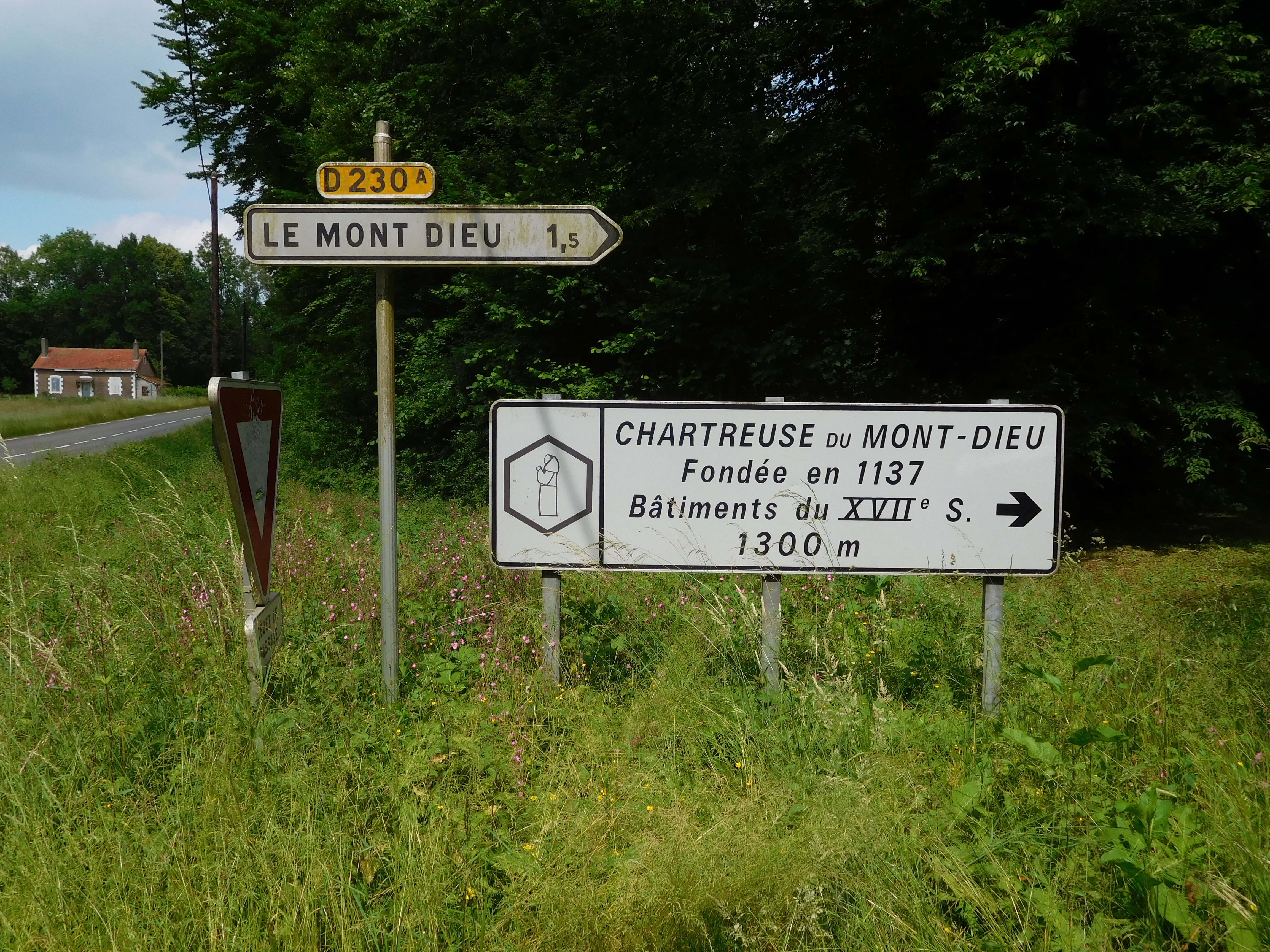
Information conduisant au monastère

## Histoire
À la suite du concile de Reims de 1131, c'est dans la solitude des forêts d'Ardenne qu'est fondée en 1132 par Odon, abbé de Saint-Rémi, cette retraite où vivent et prient jusqu'à la Révolution française les moines chartreux suivant les Coutumes établies par Saint Bruno. Celui-ci avait été écolâtre à la cathédrale de Reims, avant de refuser d'en devenir archevêque, mais il avait laissé un grand souvenir dans le clergé de ce territoire. Il avait ensuite fondé une communauté de moines ermites dans le massif de la Chartreuse, qui devint le monastère de la Grande-Chartreuse. Ce monastère se trouvait dans le Dauphiné, alors hors du royaume de France. La Chartreuse du Mont-Dieu est la première chartreuse de France.
Le pape Innocent II en signe et confirme la charte de fondation dans la bulle du 23 novembre 1136.
Et Guillaume de Saint-Thierry écrit à l'intention du prieur Haymon et des premiers moines, pionniers de cette nouvelle chartreuse, sa fameuse Lettre aux frères du Mont-Dieu sur la vie solitaire (dite également Lettre d'or). Ou comment l'esprit humain se dégage de l'animalité et traverse l'état raisonnable pour parvenir à la vie de l'esprit.
Bien que retirée et isolée au fond des forêts, la chartreuse est plusieurs fois saccagée et ravagée par les guerres qui dévastent la région. Les guerres de religion surtout l'ont beaucoup éprouvée. Le monastère est reconstruit en 1617, à l'époque de Louis XIII, avec des briques roses et noires et chainages en pierre taillée, dans le même style que la célèbre place Ducale de Charleville.

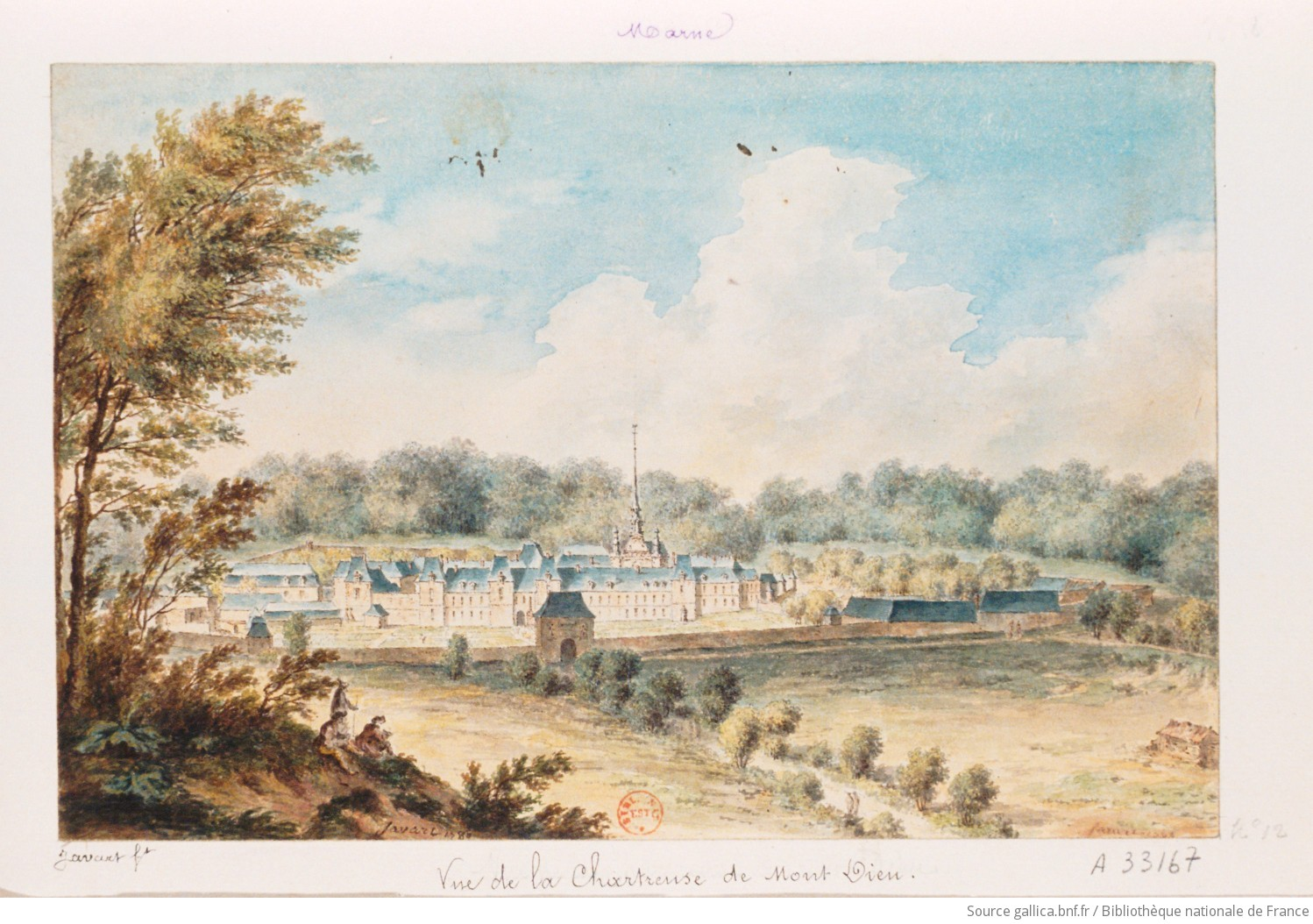
EN 1780, dessin e Pierre Savart.

Après l'expulsion des moines à la Révolution, les bâtiments sont convertis en prison d'État pendant la Terreur dont une liste est proposée par Jules Poirier, et les nombreuses propriétés et possessions de l'abbaye, réparties sur une quarantaine de villages, sont vendues comme biens nationaux en 1791.
Reconverties en filature, industrie importante dans la région de Sedan, les bâtiments, négligés et en ruines, sont au fil des temps démolis par leurs propriétaires successifs. Heureusement, André Poupart de Neuflize, Sedanais enrichi dans le commerce du drap, achète sous le Premier Empire, et sauve ce qui peut encore l'être de la magnifique chartreuse qui avait presque totalement disparu. En 1820, les édifices sont acquis par François-Xavier Camus, maire de Charleville, ancêtre du propriétaire actuel.
Les bâtiments sauvés connaissent encore bien des vicissitudes, particulièrement lors de la bataille de Stonne, en mai 1940, comme l'attestent les marques laissées par des éclats d'obus sur certaines façades. Après être passée entre les mains de différents propriétaires, ce qui reste de l'ancienne chartreuse du Mont-Dieu semble se rétablir peu à peu pour tenter de retrouver l'éclat de son âge d'or disparu.
Une partie de la chartreuse fait l’objet d’un classement au titre des monuments historiques depuis le 30 juillet 1946 après une première inscription le 28 février 1927.

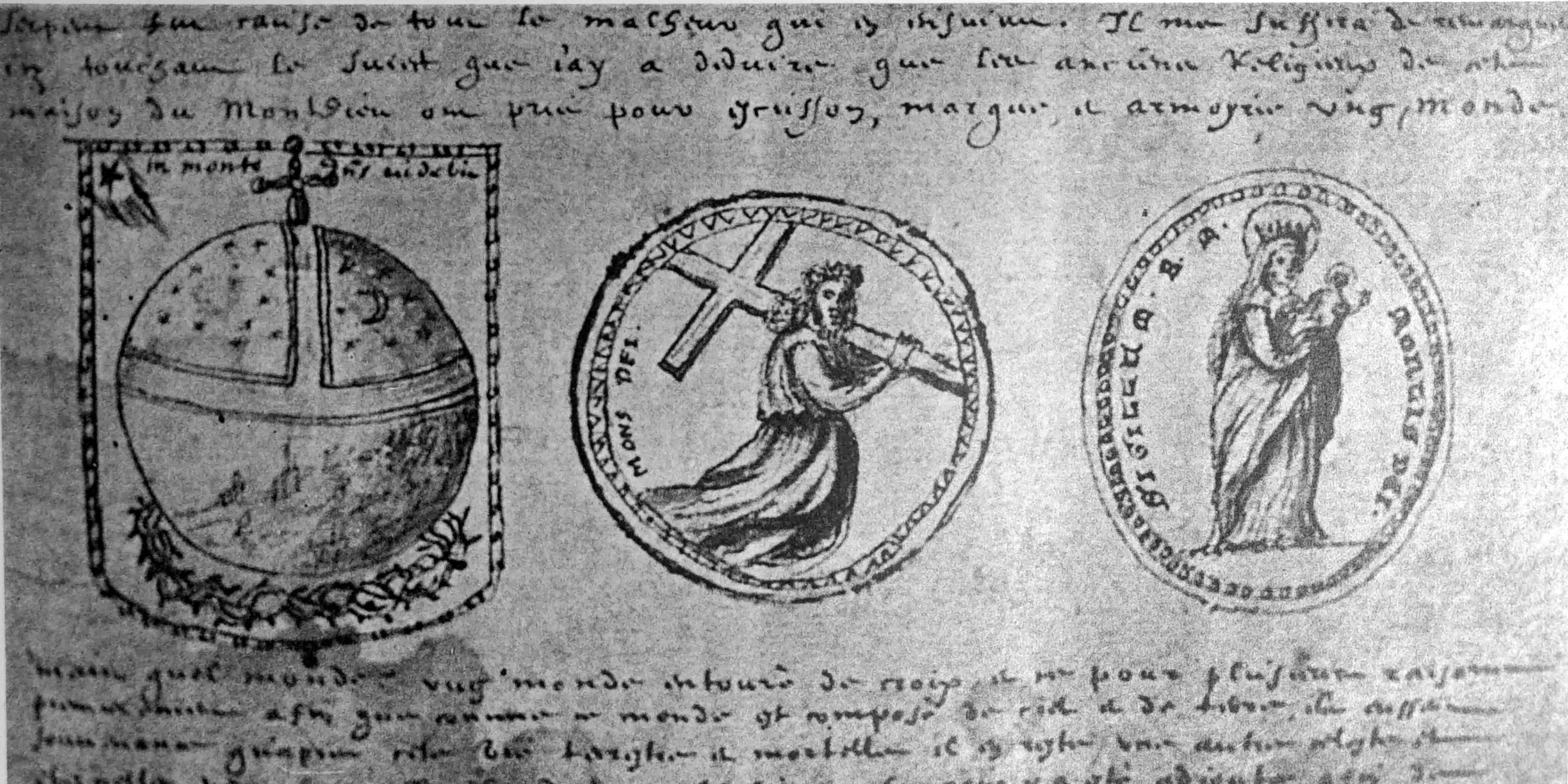
Blason et sceaux du Mont-Dieu,
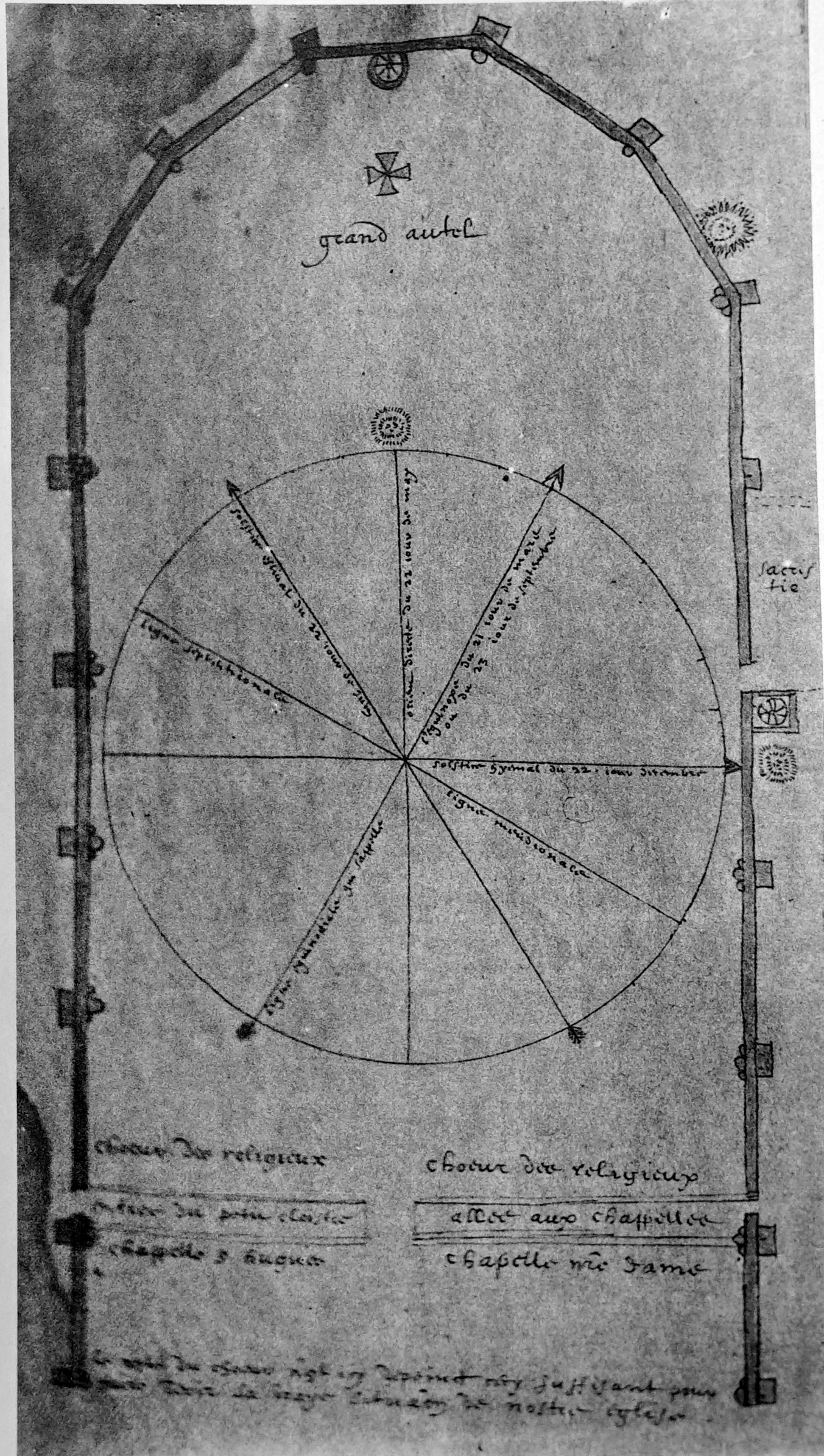
son église,
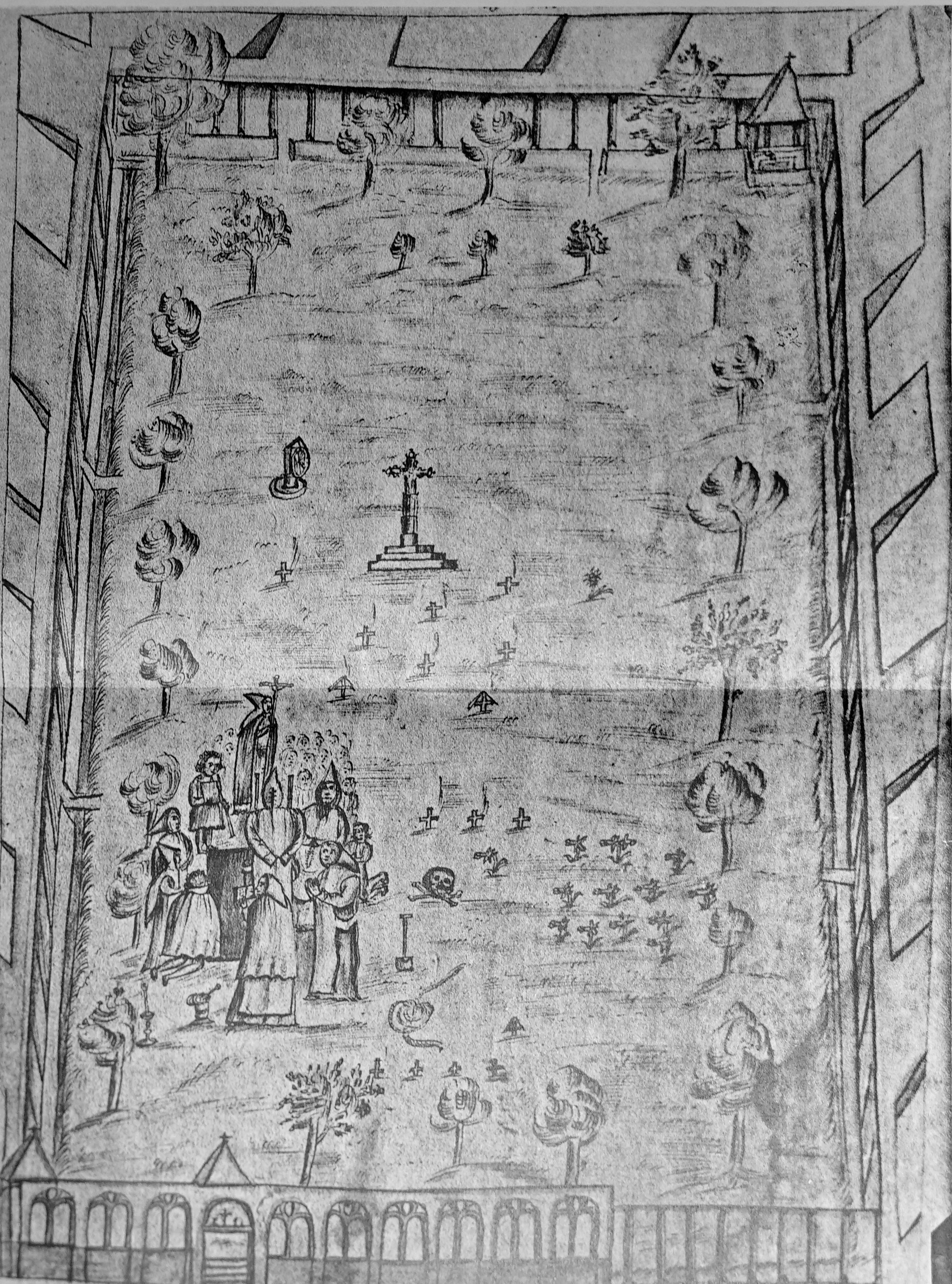
son cimetière,
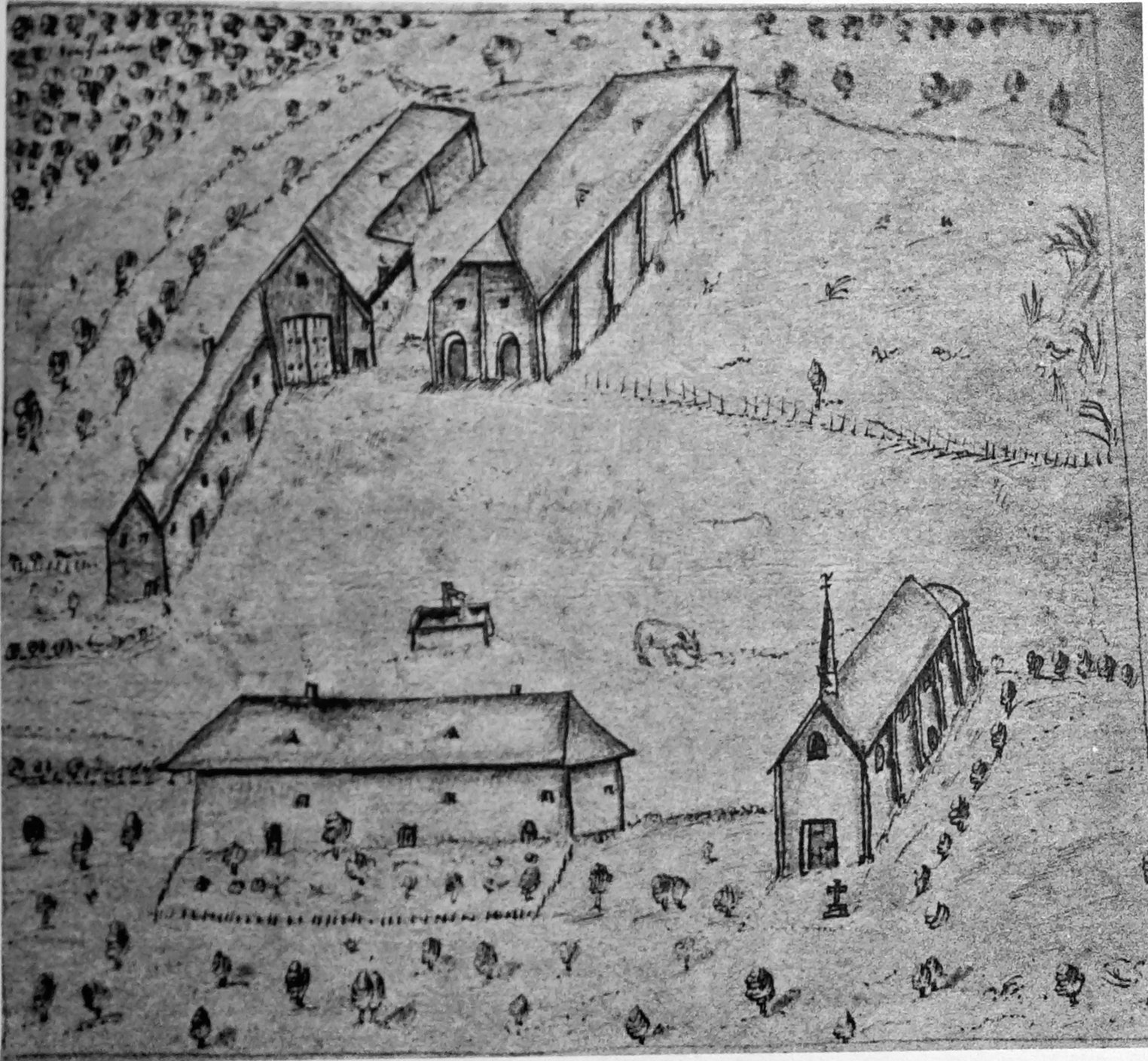
la correrie.

## Vestiges
- Il ne subsisterait actuellement que moins de 20 % des bâtiments de l'ancien monastère. Mais les édifices en place, au milieu de cet écrin de forêts, témoignent encore de ce que devait être la magnificence ancienne de cette cité de Dieu oubliée dans la paix des champs et le silence...

- Installé sur une terrasse et se reflétant dans ses douves, un grand Corps de logis, flanqué des Pavillons Saint-Étienne et Saint-Bruno, d'une grande élégance, avec fenêtres à meneaux et bandeau de pierre, grande toiture d'ardoise à lucarnes, pignon latéral à redans, se donne des allures de château. Chaque pavillon d'angle est sommé de grandes lucarnes cintrées qui surplombent les fenêtres à la manière de mâchicoulis.

- Bâtiments d'écurie, de maréchalerie, grange sont rythmés d'ouvertures et de portes à entourage de pierre.

- En contrebas, animé par 2 grandes niches vides de statues, le Pavillon d'entrée, traversé par un porche-tunnel, à corniche sommée d'un œil-de-bœuf encadré de sobres pots-à-feu de pierre, présente une façade aveugle... avec, au large, à-demi enterrée dans un talus, la maison du jardinier.

- Très à l'écart, par-delà des étangs asséchés aux digues herbeuses, en bordure de route, la grange monumentale de la Correrie.

- Tous ces si beaux bâtiments encore debout ne peuvent que faire regretter la disparition de l'église, des cours, des grand et petit cloîtres, et des maisonnettes où travaillaient et méditaient les ermites-chartreux.

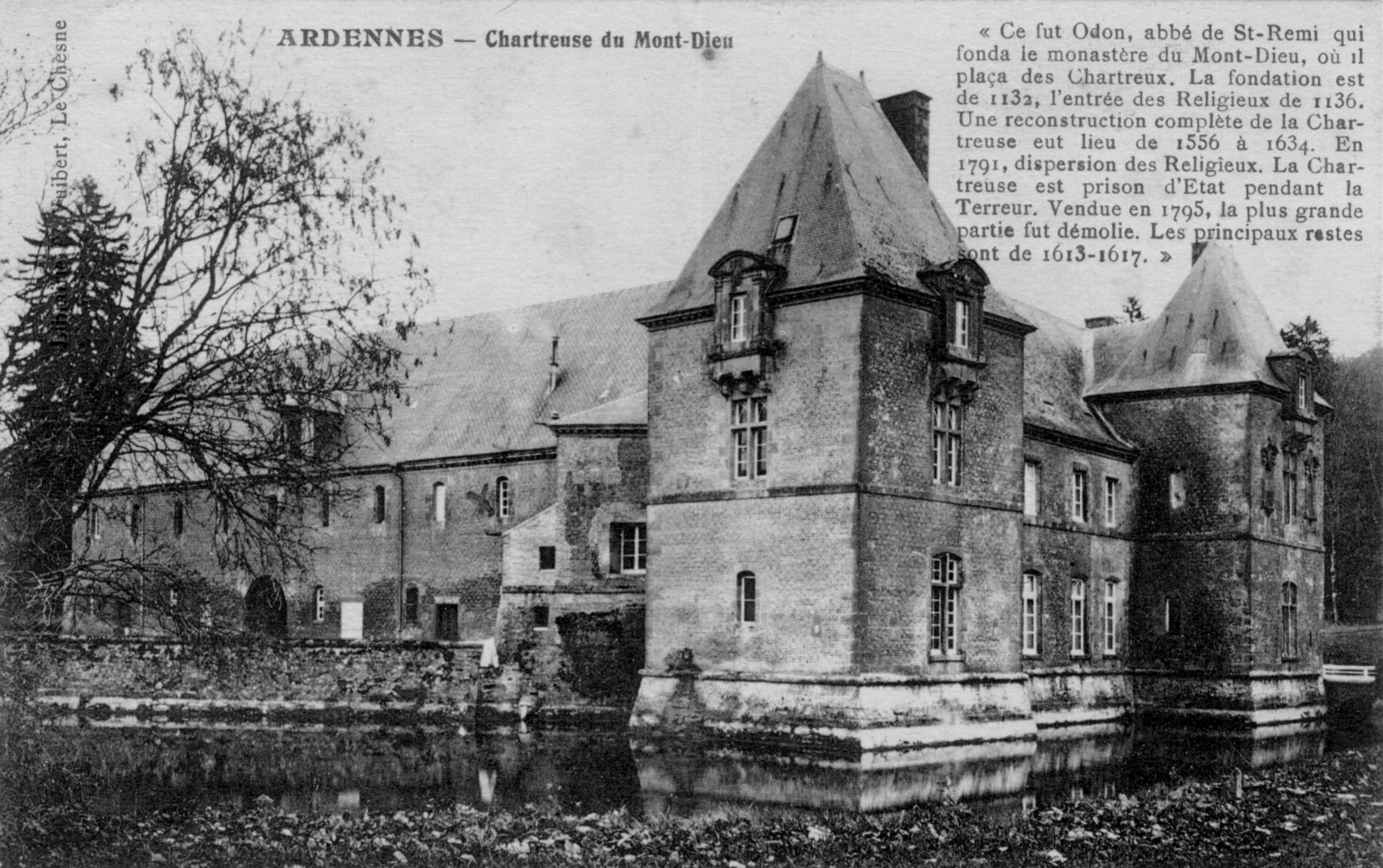
Chartreuse du Mont-Dieu. Carte postale ancienne.
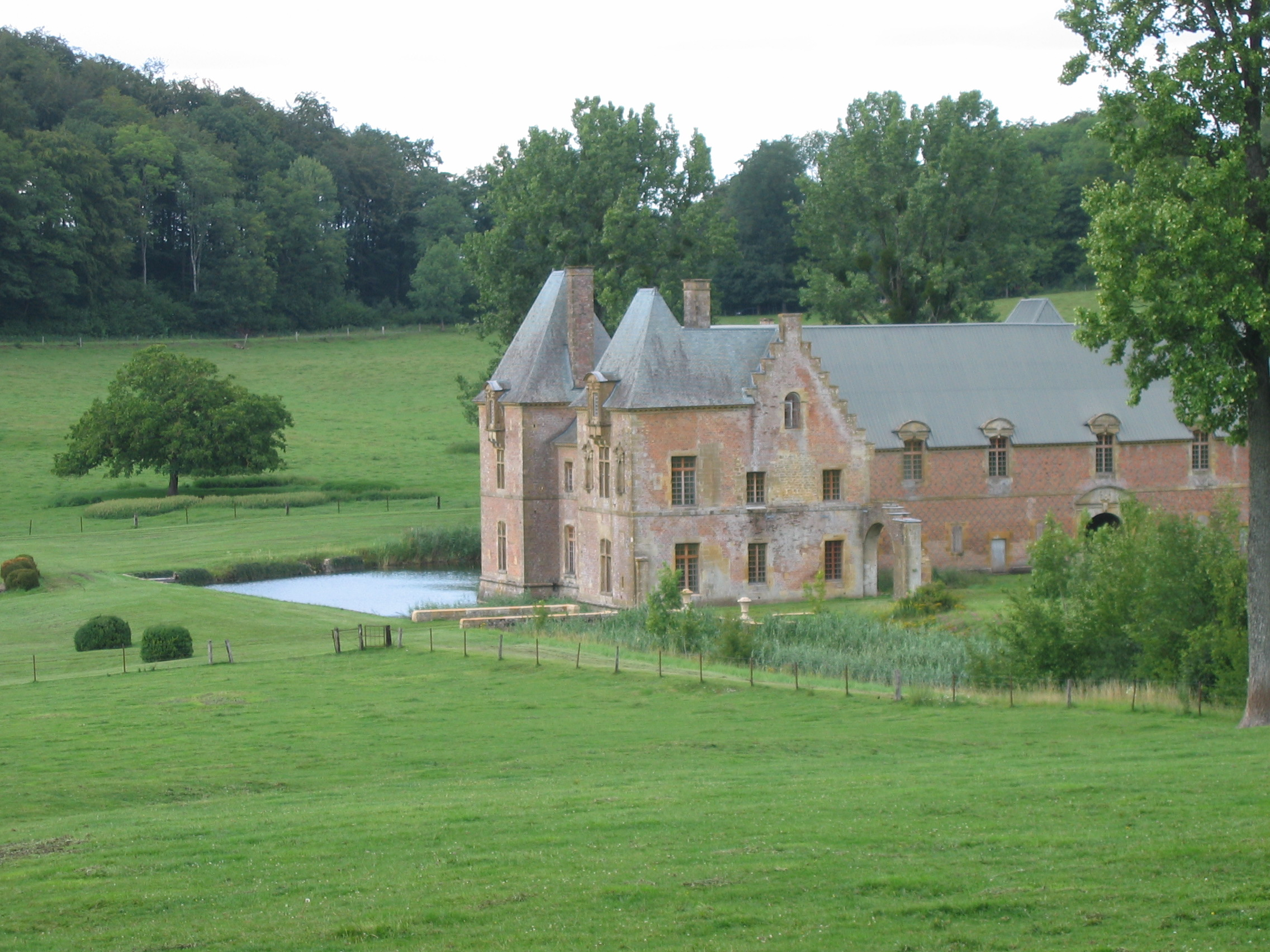
Le grand corps de logis
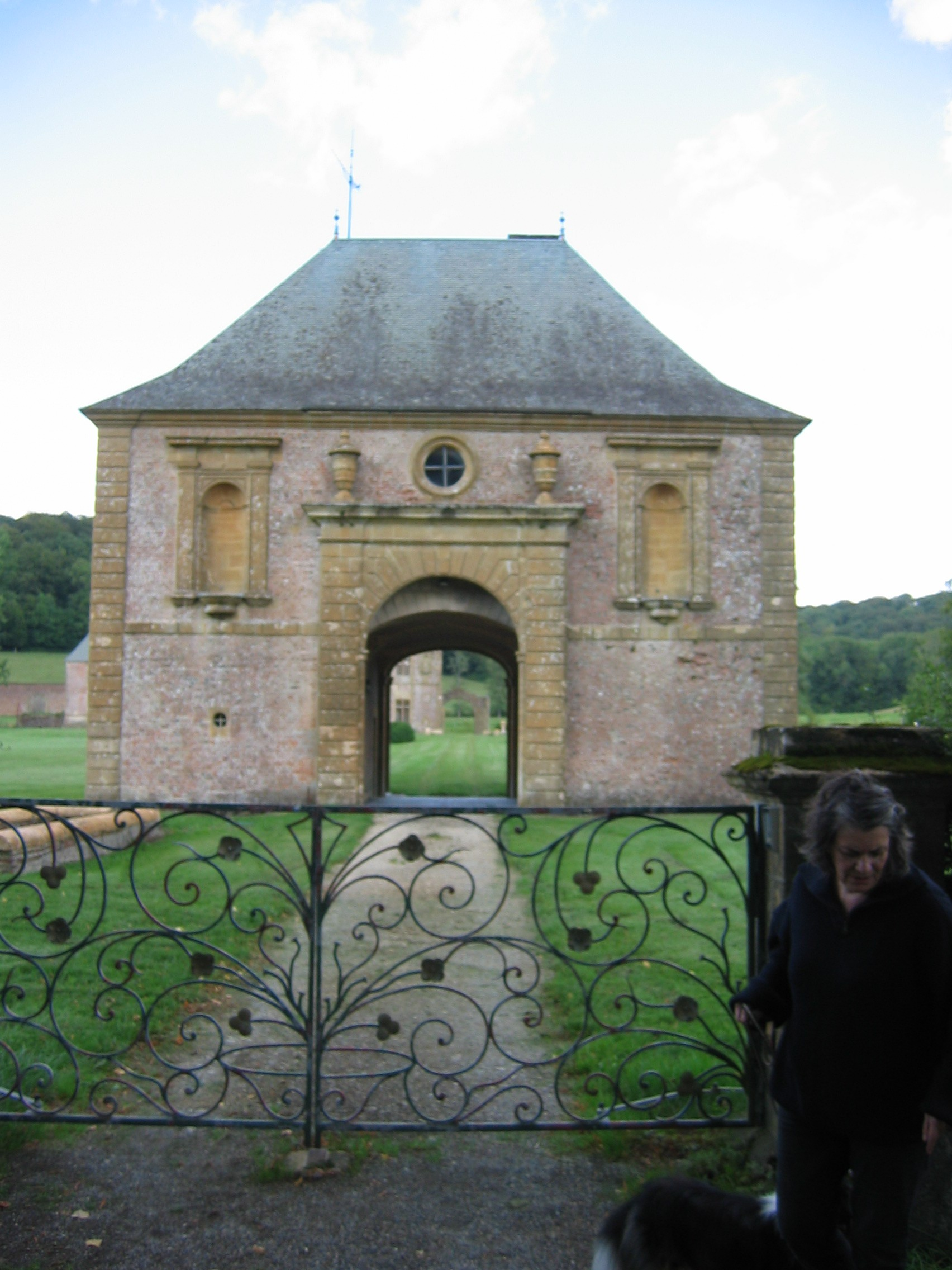
Le pavillon d'entrée
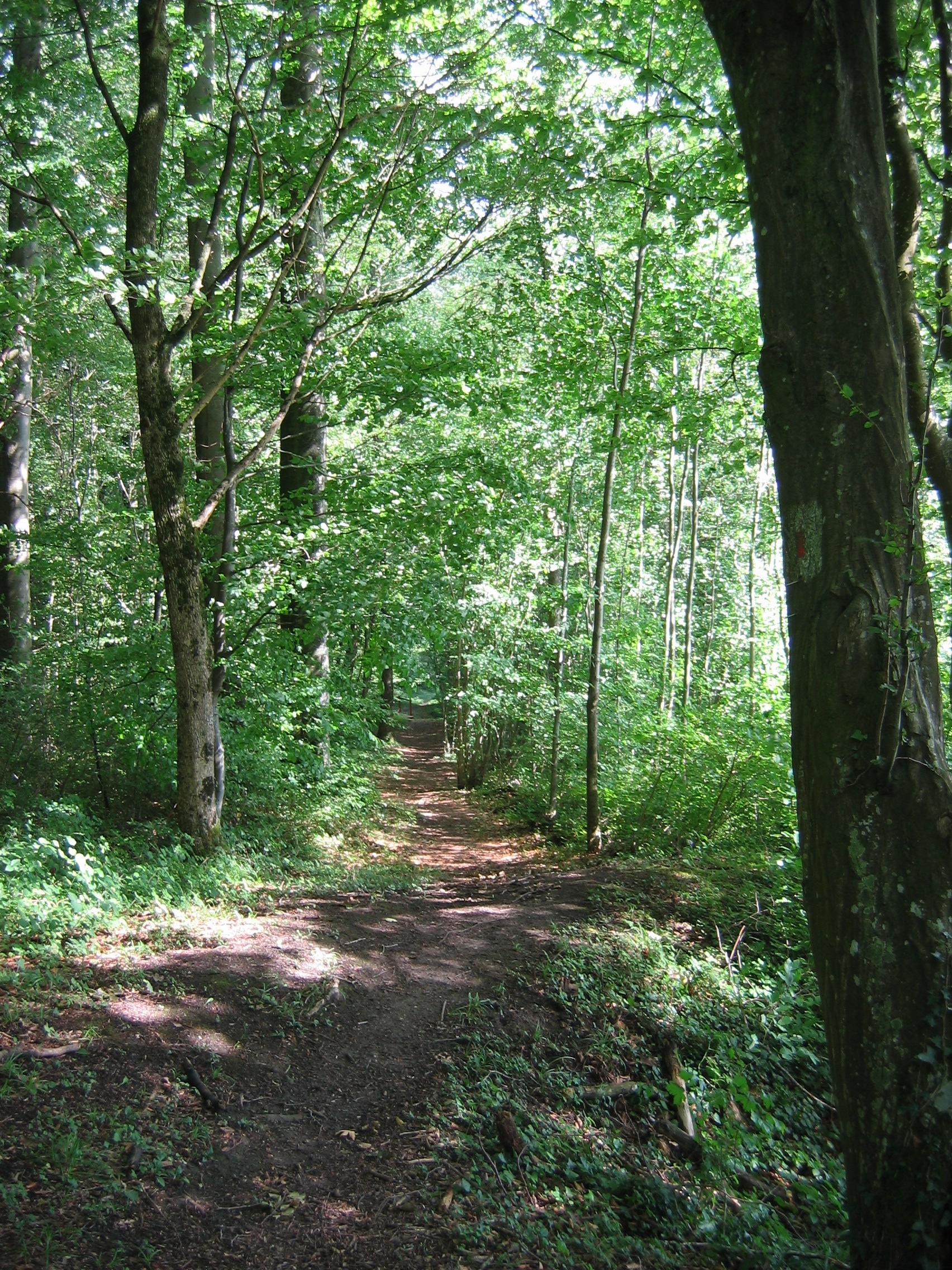
La forêt autour de la Chartreuse
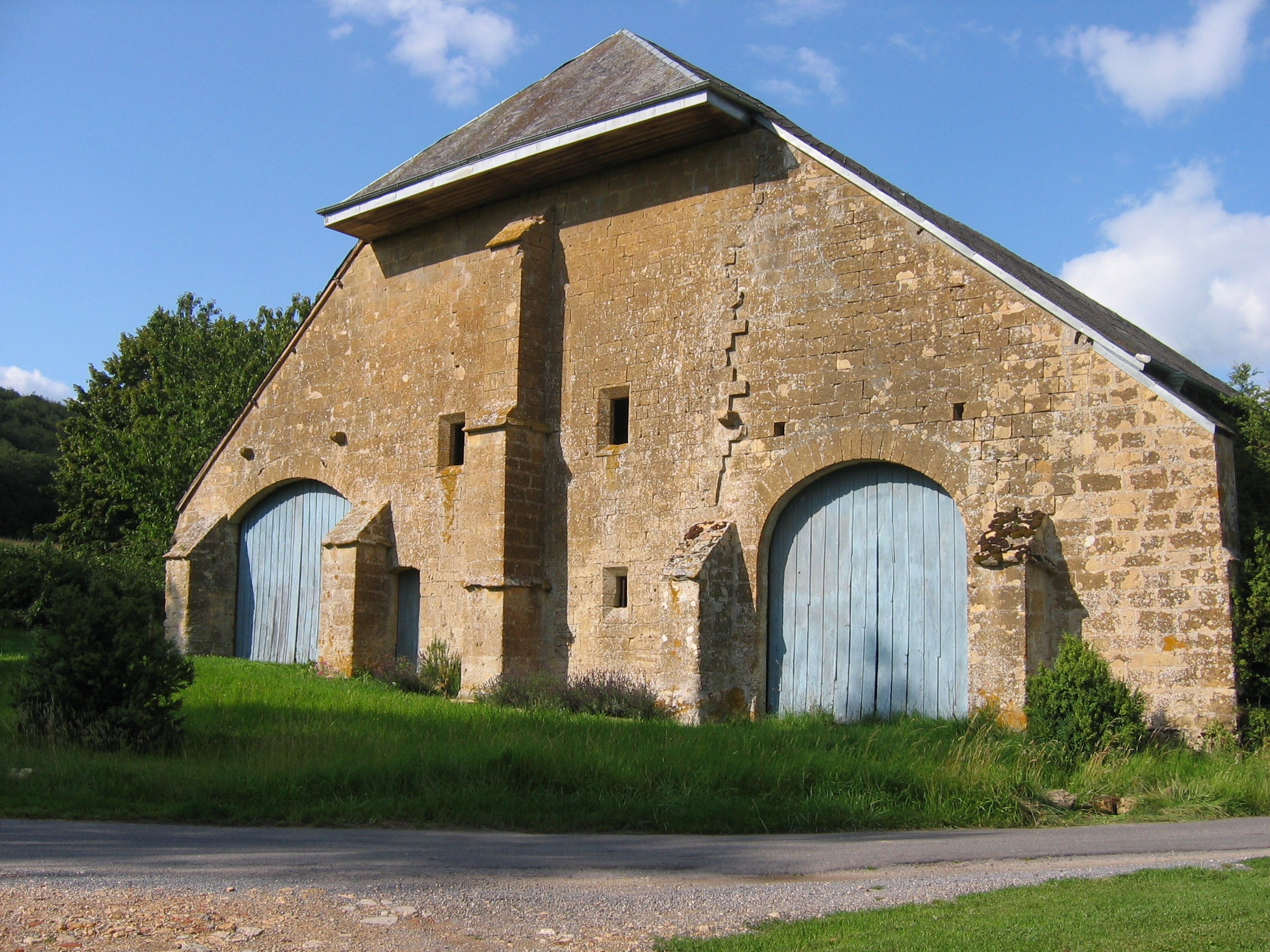
La grange de la Correrie

## Arbres remarqués
- Le chêne de Montpy : 30 m de hauteur, 4,30 m de circonférence.
- Un Tulipier de Virginie, dans la pâture contigüe à la Chartreuse.
- Un cèdre de l'Atlas, à proximité de la Chartreuse.
- La belle allée de tilleuls qui mène au pavillon d'entrée.

## Personnalités
De célèbres visiteurs se sont arrêtés ici :
- Saint Bernard de Clairvaux : il y séjourne de 1139 à 1141 et y revient fréquemment par la suite. Bernard de Clairvaux affectionnait particulièrement ce lieu et y avait sa cellule. Avant la Révolution de 1789, les visiteurs de la Chartreuse pouvait y trouver encore sa chasuble et un exemplaire autographiée de Vita solitaria que Guillaume de Saint-Thierry lui avait personnellement adressé.
- Guillaume de Saint-Thierry : Saint Bernard avait obtenu du chapitre général cistercien que Guillaume puisse quitter son monastère, l'Abbaye Notre-Dame de Signy et se rendre à la Chartreuse du Mont-Dieu[5].
- Le pape Eugène III, en 1148[9].
- Saint Thomas Becket, archevêque de Cantorbéry, en 1164[9].